# Blacus filicornis
Blacus filicornis är en stekelart som beskrevs av Haeselbarth 1973. Blacus filicornis ingår i släktet Blacus och familjen bracksteklar. Arten är reproducerande i Sverige. Inga underarter finns listade.